# Lytocarpia howensis
Lytocarpia howensis är en nässeldjursart som beskrevs av Briggs 1918. Lytocarpia howensis ingår i släktet Lytocarpia och familjen Aglaopheniidae. Inga underarter finns listade i Catalogue of Life.